# Belisana nahtanoj
Belisana nahtanoj es una especie de arañas araneomorfas de la familia Pholcidae.

## Distribución geográfica
Es endémica de Célebes (Indonesia).